# Asienspiele 1974
Die Asienspiele 1974 fanden in Teheran vom 1. bis 16. September 1974 statt.

## Teilnehmende Nationen (25)
- Afghanistan
- Khmer-Republik
- Volksrepublik China
- Indien
- Indonesien
- Iran
- Irak
- Israel
- Japan
- Südkorea
- Kuwait
- Malaysia
- Mongolei
- Birma
- Pakistan
- Philippinen
- Nordkorea
- Singapur
- Ceylon
- Thailand
- Südvietnam

## Sportarten
- Badminton
- Basketball
- Boxen
- Fechten
- Fußball
- Gewichtheben
- Hockey
- Leichtathletik
- Radsport
- Ringen
- Schießen
- Schwimmen
- Segeln
- Tennis
- Tischtennis
- Turnen
- Volleyball

## Medaillenspiegel
| Rang  | Land                | Gold | Silber | Bronze | Gesamt |
| ----- | ------------------- | ---- | ------ | ------ | ------ |
| 1     | Japan               | 75   | 49     | 51     | 175    |
| 2     | Iran                | 36   | 28     | 17     | 81     |
| 3     | Volksrepublik China | 33   | 46     | 27     | 106    |
| 4     | Südkorea            | 16   | 26     | 15     | 57     |
| 5     | Nordkorea           | 15   | 14     | 17     | 46     |
| 6     | Israel              | 7    | 4      | 8      | 19     |
| 7     | Indien              | 4    | 12     | 12     | 28     |
| 8     | Thailand            | 4    | 2      | 8      | 14     |
| 9     | Indonesien          | 3    | 4      | 4      | 11     |
| 10    | Mongolei            | 2    | 5      | 8      | 15     |
| 11    | Pakistan            | 2    | 0      | 9      | 11     |
| 12    | Ceylon              | 2    | 0      | 0      | 2      |
| 13    | Singapur            | 1    | 3      | 7      | 11     |
| 14    | Birma               | 1    | 2      | 3      | 6      |
| 15    | Irak                | 1    | 0      | 5      | 6      |
| 16    | Philippinen         | 0    | 2      | 11     | 13     |
| 17    | Malaysia            | 0    | 1      | 4      | 5      |
| 18    | Kuwait              | 0    | 1      | 0      | 1      |
| 19    | Afghanistan         | 0    | 0      | 1      | 1      |
| Total | Total               | 200  | 198    | 203    | 601    |